# Ultimatum sovietico alla Lituania del 1940

Divisioni pianificate ed effettivamente poste in essere dell'Europa orientale secondo il patto Molotov-Ribbentrop: sono riportati anche i successivi adeguamenti. I territori assegnati a Mosca sono in arancione

Con ultimatum sovietico alla Lituania si intende una richiesta intimata dall'Unione Sovietica al Paese baltico prima della mezzanotte del 14 giugno 1940. I sovietici, ricorrendo a un pretesto formale, chiesero di consentire a un numero indefinito di soldati sovietici di entrare nel territorio lituano e formare un nuovo governo filo-sovietico (noto in seguito come "governo del popolo"). L'ultimatum e la successiva incorporazione della Lituania nell'Unione Sovietica sono state causate dalla divisione dell'Europa orientale in sfere di influenza tedesca e russa dal patto Molotov-Ribbentrop dell'agosto 1939. La Lituania, assieme a Lettonia ed Estonia, rientrò nella sfera russa. Ai sensi del trattato di mutua assistenza sovietico-lituano dell'ottobre 1939, la Lituania accettava di consentire a circa 20 000 truppe sovietiche di stazionarsi in diverse basi situate sul suolo lituano in cambio di una parte della regione di Vilnius. Ulteriori azioni sovietiche per rafforzare il suo dominio nella sua sfera di influenza vennero ritardate dalla guerra d'inverno con la Finlandia e ripresero nella primavera del 1940, quando la Germania stava penetrando in Francia. Nonostante il rischio di perdere l'indipendenza, le autorità lituane fecero ben poco per pianificare eventuali soluzioni e non arrivarono preparate all'ultimatum.
Poiché le truppe sovietiche erano già di stanza nel paese secondo il trattato di mutua assistenza, si convenne fosse impossibile allestire un'adeguata resistenza militare. Il 15 giugno la Lituania accettò incondizionatamente l'ultimatum e perse la sua indipendenza. I sovietici cercarono di mostrare al mondo che non si trattasse di un'occupazione militare e di un'annessione, ma di una rivoluzione socialista, fomentata dalla popolazione locale la quale chiedeva di unirsi all'Unione Sovietica. Pertanto, i sovietici si prodigarono al fine di conferire verosimiglianza alla loro versione: dopo aver assunto il controllo delle istituzioni governative, fu installato un nuovo governo fantoccio che indisse elezioni per eleggere i Seimas del popolo. Durante la sua prima sessione, i Seimas proclamarono la costituzione della Repubblica Socialista Sovietica Lituana e chiesero di essere annessi nell'Unione Sovietica. La petizione fu ufficialmente accettata dal Soviet Supremo dell'Unione Sovietica il 3 agosto 1940. Negli stessi mesi, avvennero processi quasi identici in Lettonia ed Estonia. La Lituania non avrebbe riguadagnato la propria indipendenza fino alla proclamazione dell'Atto di Restaurazione dello Stato di Lituania l'11 marzo 1990.

## Contesto storico
I paesi baltici facevano parte dell'Impero russo nel corso del XIX secolo e ottennero l'indipendenza solo a seguito della prima guerra mondiale. L'ascesa della Germania nazista durante gli anni '30 suscitò timori russi di un'invasione tedesca. L'Unione Sovietica firmò il patto Molotov-Ribbentrop con la Germania nell'agosto 1939, in parte come tentativo di ritardare questa possibilità. La Germania scateno di lì a poco la seconda guerra mondiale invadendo la Polonia il 1º settembre. I protocolli segreti del patto, ribaditi e meglio specificati dal trattato tedesco-sovietico di delimitazione e di amicizia del 28 settembre, divisero grandi parti dell'Europa nord-orientale tra le due potenze e assegnarono la Lituania alla sfera di influenza sovietica. Una delegazione lituana fu invitata a Mosca, dove firmò il trattato di mutua assistenza sovietico-lituano il 10 ottobre 1939. Ai sensi del documento, l'Unione Sovietica avrebbe ceduto una parte della regione di Vilnius, compresa l'importante città di Vilnius: in cambio, in Lituania sarebbero state stanziate 20 000 truppe sovietiche (inizialmente si era pensato a un totale di 50 000) in basi militari. Fonti ufficiali sovietiche sostenevano la presenza dell'esercito sovietico fosse necessaria per rafforzare le difese di una nazione debole contro i possibili attacchi della Germania nazista. In realtà, l'atto costituì il primo passo verso la futura occupazione della Lituania ed è stato descritto dal New York Times come un "sacrificio per preservare un'indipendenza virtuale".

Le basi militari sovietiche in Lituania sono indicate con stelle nere. La regione di Vilnius ceduta alla Lituania è quella in arancione. In nero i confini attuali

Al di là della firma del patto, l'Unione Sovietica aveva mire più ampie. Come sostenevano uomini dell'esercito russo, il controllo del mar Baltico era cruciale per difendere San Pietroburgo, la seconda città più grande della Russia e gli Stati baltici formavano una zona cuscinetto tra Russia e Germania. Fu assecondando questi timori che l'Unione Sovietica iniziò la guerra d'inverno in Finlandia, dopo che lo stato scandinavo rifiutò di sottoscrivere un trattato di mutua assistenza simile a quello firmato dalla Lituania. Stalin di certo non gioì per i successi tedeschi in Europa, poiché avevano conquistato Danimarca, Norvegia, Paesi Bassi, Belgio e Lussemburgo entro la primavera del 1940. Stando a quanto riporta Nikita Chruščëv, quando la Francia capitolò a maggio, Joseph Stalin imprecò rabbiosamente contro gli inglesi e i francesi, giungendo persino ad affermare che avrebbero permesso ad Adolf Hitler di farci saltare la testa.
La situazione politica in Lituania, tuttavia, rimase stabile tra ottobre 1939 e marzo 1940. I sovietici non interferirono con la politica interna della Lituania e i soldati russi osservarono i patti nelle basi militari. Fino al 29 marzo 1940, il ministro degli Esteri Vjačeslav Molotov pronunciò un discorso davanti al Soviet Supremo dell'Unione Sovietica esprimendo la sua soddisfazione per l'esecuzione dei trattati di mutua assistenza con Lituania, Lettonia ed Estonia. Quantunque i politici si prodigassero nell'elogiare pubblicamente l'Unione Sovietica parlando di "tradizionale amicizia sovietico-lituana", erano consapevoli nella propria intimità di aver messo a dura prova l'indipendenza del proprio paese. Tale contraddizione è più facilmente comprensibile se si pensa ad un popolare motto del tempo che recitava: "Vilnius-mūsų, Lietuva-rusų" (Vilnius è nostra, ma la Lituania è della Russia).
Il governo lituano valutava gli scenari di una possibile occupazione sin dal novembre del 1939. A quel tempo, i diplomatici lituani Stasys Lozoraitis, Petras Klimas e Bronius Kazys Balutis prepararono un documento contenente piani di emergenza. Il consiglio dei tre era quello di rafforzare l'esercito, di depositare fondi all'estero, di rafforzare l'Intesa baltica del 1934 stipulata con la Lettonia e l'Estonia e di valutare, in caso estremo, l'istituzione di un governo in esilio. Sebbene siano state presentate varie risoluzioni, nei fatti non fu realizzato nulla. Durante l'inverno del 1940, le nazioni dell'Intesa baltica discussero di rafforzare la cooperazione. Consapevoli del contesto, i tre governi furono particolarmente accorti nelle loro comunicazioni. Non bastò, perché più avanti i colloqui sarebbero stati usati come prova che la Lituania stava cospirando con la Lettonia e l'Estonia per violare del trattato di mutua assistenza.

## Inasprimento delle relazioni diplomatiche

### Accuse iniziali
Le tensioni tra Unione Sovietica e Lituania aumentarono in concomitanza con i successi della Germania. A metà marzo del 1940, la guerra d'inverno con la Finlandia poteva dirsi conclusa e i sovietici potevano concentrare la loro attenzione sugli Stati baltici. Ad aprile, dopo che la Germania occupò la Danimarca, un inviato lituano a Mosca segnalò la crescente ostilità da parte dei diplomatici russi. A maggio, mentre imperversava la campagna di Francia, i sovietici intensificarono la loro retorica e pressione diplomatica. Il 16 maggio, a seguito dell'invasione tedesca del Benelux, il quotidiano ufficiale sovietico Izvestija pubblicò un articolo in cui avvertiva che era ingenuo per un piccolo paese tentare di preservare la neutralità mentre le potenze maggiori stavano combattendo per sopravvivere. Tra il 18 e il 25 maggio, i soldati russi spostarono alcune attrezzature militari da Vilnius a Gaižiūnai, un insediamento molto più vicino a Kaunas, dove aveva sede il governo lituano.

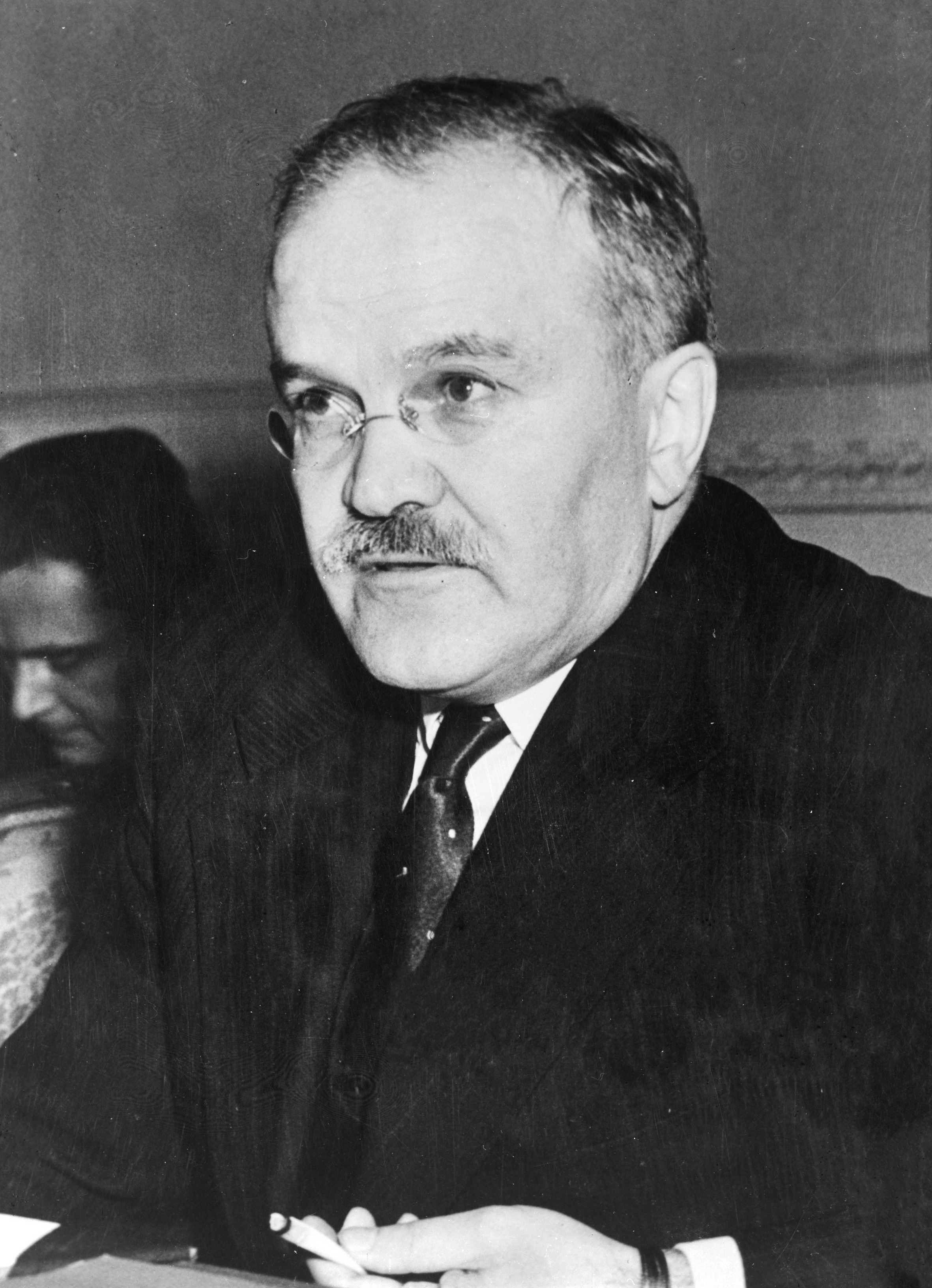
Vjačeslav Molotov, ministro degli Esteri sovietico

Il 25 maggio, il giorno prima dell'evacuazione di Dunkerque, il ministro degli Esteri sovietico Vjačeslav Molotov consegnò una nota diplomatica in cui accusava il governo lituano del sequestro di tre soldati sovietici di stanza in Lituania in armonia con il trattato di mutua assistenza. La nota affermava che due soldati erano stati torturati per ottenere segreti militari russi ma erano riusciti a fuggire e che il terzo, tale Butajev, era stato ucciso. All'inizio di maggio, Butajev aveva abbandonato la sua unità ed era stato perquisito dalla polizia lituana. Quando fu trovato, si suicidò. Il governo lituano replicò che le accuse erano prive di fondamento, ma garantì l'avvio di un'indagine volta a far luce sull'incidente convocando una commissione speciale. Le richieste di quest'ultima di informazioni dettagliate, tra cui interviste, fotografie, descrizioni fisiche o altri dati che avrebbero potuto aiutare nell'indagine, rimasero inascoltate. La posizione ufficiale dei sovietici riportava la necessità per i lituani di condurre le indagini da soli, poiché le richieste parevano più un tentativo di scaricare la responsabilità sui russi.

### Negoziati diretti
Il 30 maggio, le accuse vennero riformulate in un comunicato ufficiale pubblicato dal TASS, l'agenzia di stampa sovietica ufficiale. Lo stesso giorno, Stasys Lozoraitis - l'ambasciatore lituano di stanza a Roma - fu incaricato di formare un governo in esilio in caso di occupazione sovietica. La polizia lituana rafforzò la sicurezza attorno alle basi sovietiche e arrestò 272 persone sospette, ma ciò ha suscitò solo ulteriori critiche. Il ministro degli Esteri Juozas Urbšys si dichiarò disponibile a risolvere la questione con negoziati diretti a Mosca. Molotov accettò di interloquire, ma solo con il Primo Ministro Antanas Merkys. Il 7 giugno, Merkys giunse nella capitale russa. I sovietici ribadirono le accuse di rapimento e ne furono mosse di nuove, inclusa quella secondo cui il ministro degli Interni Kazys Skučas e il direttore del dipartimento di sicurezza dello stato Augustinas Povilaitis provocarono soldati russi. Durante la seconda riunione del 9 giugno Molotov sostenne che il governo lituano avesse cospirato con la Lettonia e l'Estonia per istituire un'unione militare segreta (il riferimento era all'Intesa baltica), violando così il patto di mutua assistenza.
Il 10 giugno il governo lituano discusse sul da farsi. A fine seduta si statuì che Merkys avrebbe dovuto fare ritorno a Kaunas e Urbšys avrebbe dovuto consegnare una nota in cui la Lituania dichiarava di ritirarsi dall'Intesa baltica, di aver proceduto un'indagine completa sull'incidente e di aver licenziato Skučas e Povilaitis. In una lettera spedita da Antanas Smetona al presidente del Presidio del Soviet supremo Michail Kalinin, il lituano ci tenne a ribadire che il suo Paese aveva sempre rispettato i termini del patto di mutua assistenza. Il terzo e ultimo colloquio tra Merkys, Urbšys e Molotov l'11 giugno non condusse a nessun esito. I sovietici continuarono a presentare accuse alle quali i lituani non potevano rispondere in modo esaustivo e non chiesero di riprendere ulteriori negoziati. Il 12 giugno Merkys tornò in Lituania e informò il governo della situazione. A Skučas e Povilaitis fu intimato di dimettersi. Si procedette ad allertare l'esercito lituano, ma non vennero emessi ordini riguardanti una qualche mobilitazione. I politici lituani stavano perdendo il controllo della situazione. Urbšys riferì che i sovietici disapprovavano fortemente Merkys e il suo gabinetto; suggerì che fosse installato un nuovo governo, magari guidato da Stasys Raštikis, ex comandante in capo dell'esercito lituano. Una simile decisione suscitò clamore nell'animo dei baltici.

### Crisi interna

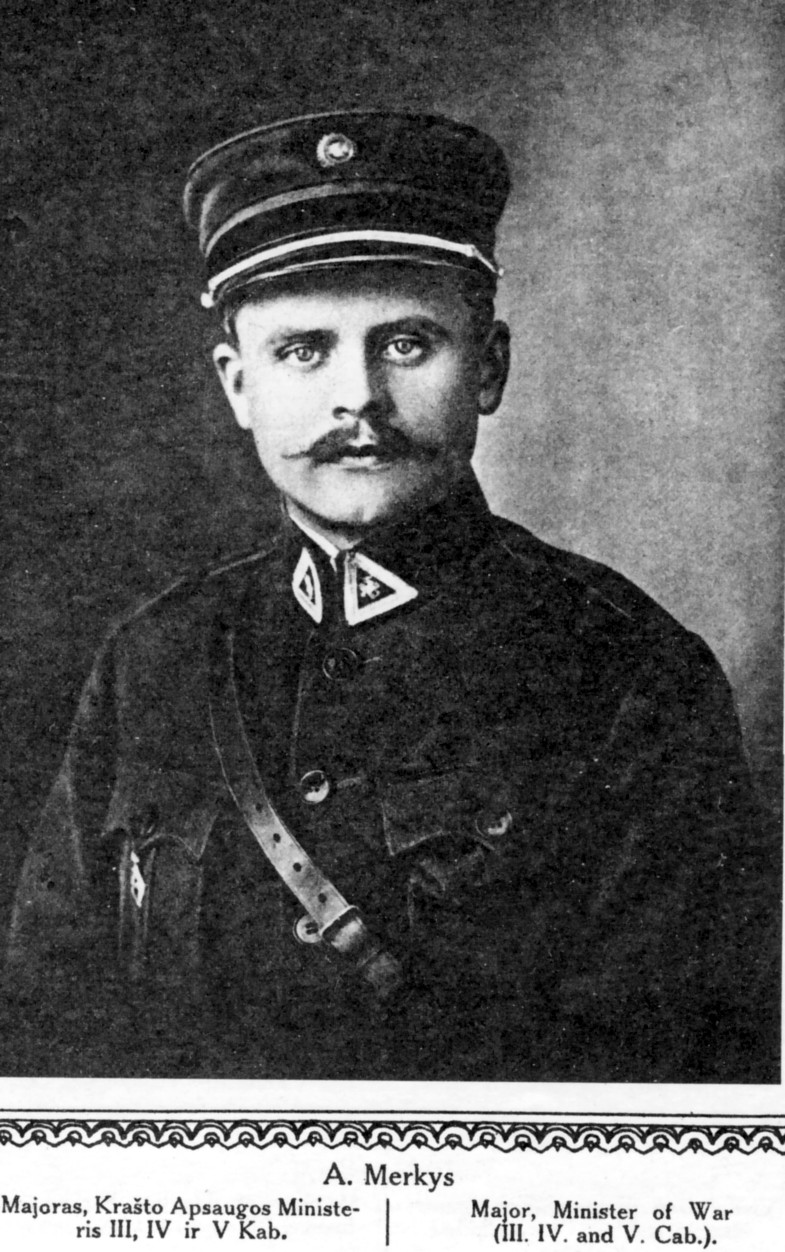
Antanas Merkys, ultimo primo ministro della Lituania indipendente attivo da novembre 1939 a giugno

Mentre Merkys e Urbšys negoziavano a Mosca, l'opposizione lituana pregustò l'opportunità di rovesciare il regime autoritario di Smetona e del suo partito, l'Unione nazionale dei Lituani. Il 12 giugno, i democratici cristiani e l'Unione popolare dei contadini si incontrarono e decisero di chiedere a Kazys Bizauskas e Juozas Audėnas di rinunciare al loro seggio, con la speranza che queste dimissioni avrebbero scatenato una crisi di governo. L'opposizione vide la pressione sovietica come un mezzo da impiegare per sbarazzarsi di Smetona, ripristinare la democrazia e preservare una qualche forma di autonomia. L'opposizione sperava anche di convincere Merkys, appena tornato da Mosca, a dimettersi assieme al resto del governo. Tuttavia, non si riuscì a rintracciare Merkys, il quale probabilmente si era spostato nella sua casa di campagna nei dintorni di Kaunas. Tale episodio è stato ampiamente analizzato nella sua interezza e ripreso come esempio per indicare la sottovalutazione, da parte del governo lituano, della minaccia rappresentata dall'Unione Sovietica: inoltre, i politici, sia di opposizione che della maggioranza, si concentrarono sugli interessi di partito piuttosto che sulle priorità della nazione. Algirdas Julien Greimas definirà in seguito le azioni dell'opposizione come una "danza spensierata sul cadavere di uno stato smarrito".

### Spostamenti militari
La mobilitazione dell'Armata Rossa iniziò prima dell'ultima giornata di incontri a Mosca. Il 7 giugno all'esercito fu ordinato di prepararsi ad attaccare la Lituania. A partire dal 5 giugno, tutte le forze sovietiche nella regione baltica furono assegnate al comando di Semën Timošenko, Commissario del popolo della Difesa. I sovietici ammassarono le loro forze sul confine orientale della Lituania, nell'odierna Bielorussia; si trattava di cinque divisioni e unità di supporto della 3ª e dell'11ª Armata: in totale, erano stati predisposti 221 260 soldati, 1 140 unità aeree e 1 513 carri armati. La Lituania contava già 18 786 truppe sovietiche sul suo territorio. All'epoca, l'esercito lituano era formato da 28 005 truppe e 118 aerei. I sovietici allestirono ospedali da campo per feriti e prigionieri di guerra. L'11 giugno, sotto il comando del generale Dmitrij Pavlov, venne elaborato il definitivo piano di attacco e tutte le unità si videro assegnati dei compiti specifici. Gli ordini erano di attraversare il confine in maniera furtiva, usando le baionette invece di sparare, e di aggirare le forze di difesa per occupare il territorio più rapidamente. I sovietici prevedevano di assumere il controllo dell'intero territorio in tre o quattro giorni.
La notte del 14 giugno, mentre il governo lituano stava discutendo dell'ultimatum, i soldati sovietici iniziarono a muoversi lungo il confine: fu ucciso un poliziotto di pattuglia presso un posto di frontiera vicino ad Alytus di nome Aleksas Barauskas. In altri punti i sovietici interrogarono le guardie di frontiera lituane e infastidirono i civili, sperando di provocare una rappresaglia che sarebbe servita da giustificazione per un attacco militare su vasta scala.

## Ultimatum e accettazione

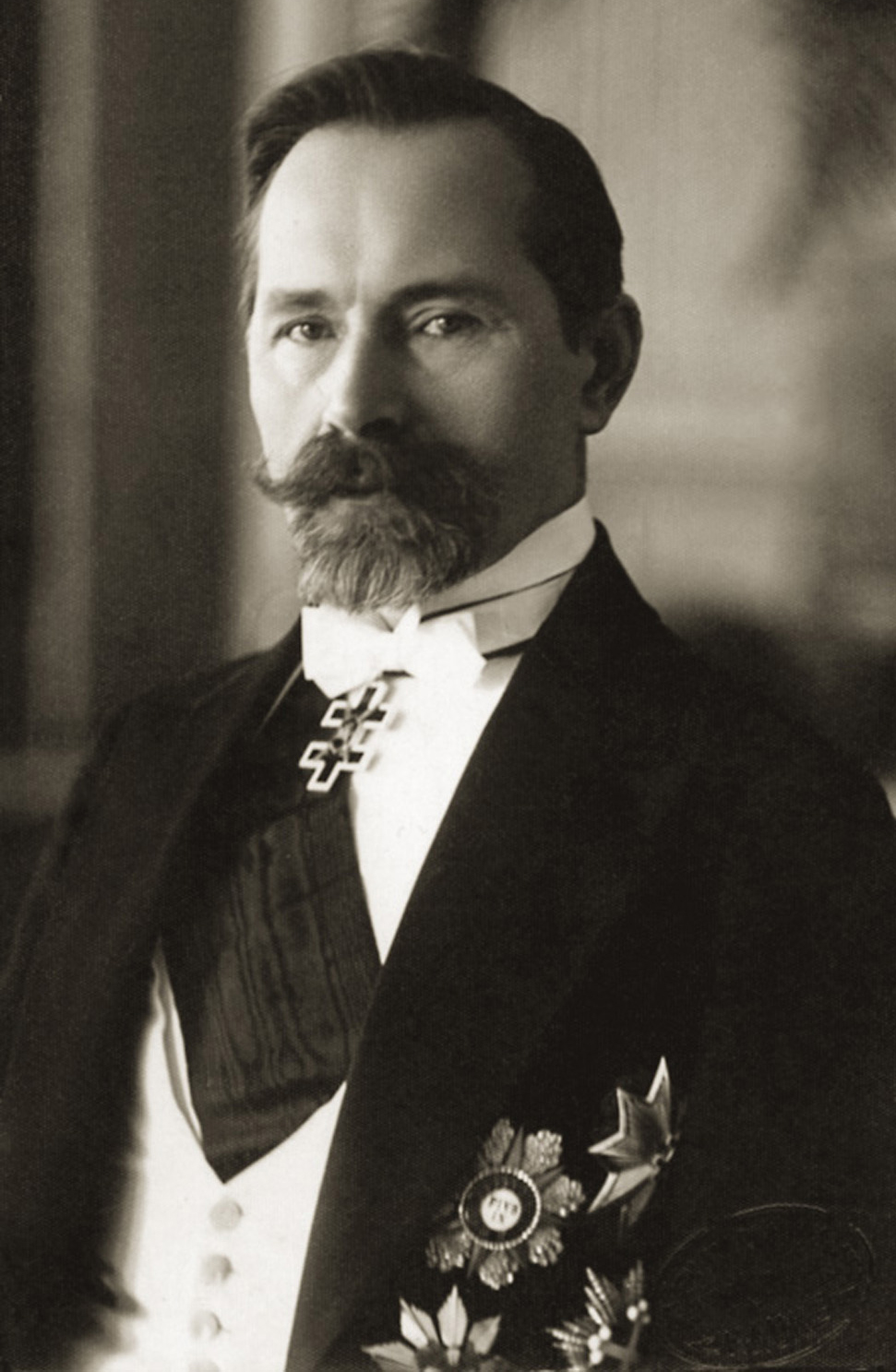
Il presidente lituano Antanas Smetona, fuggito dal paese poco dopo l'accettazione dell'ultimatum

Appena prima della mezzanotte del 14 giugno, mentre gli occhi del mondo erano rivolti all'imminente capitolazione di Parigi, Molotov presentò un ultimatum a Urbšys, ancora a Mosca. Oltre a ribadire le precedenti accuse di sequestro dei soldati sovietici e cospirazione con la Lettonia e l'Estonia, si richiedevano anche:
- Un processo per Skučas e Povilaitis, rei di aver ordinato il rapimento dei soldati sovietici;
- La formazione di un nuovo governo più rispetto del trattato di mutua assistenza;
- La facoltà per i sovietici di spostare un numero non specificato, ma "sufficientemente alto", di proprie truppe sul suolo lituano;
- Il termine perentorio di risposta all'ultimatum entro le ore 10:00 del mattino successivo.

Il governo lituano ebbe meno di 12 ore per rispondere e discusse dell'ultimatum durante una riunione tenutasi di notte. Era chiaro che non importasse la risposta del governo, l'esercito sovietico sarebbe avanzato in Lituania comunque. Il presidente Antanas Smetona fu d'accordo solo con la richiesta di formare un nuovo governo e sostenne l'ipotesi di allestire una resistenza militare, anche solo di valore simbolico. Merkys e il suo vice Kazys Bizauskas propesero per l'accettazione. Stando alle loro argomentazioni, le truppe sovietiche di stanza in Lituania dall'ottobre del 1939 si erano comportate nel massimo rispetto: i sovietici avrebbero sicuramente continuato ad agire in maniera ragionevole. Bizauskas, membro dell'opposizione, fiutò l'ultimatum come un'ultima opportunità per sbarazzarsi del regime di Smetona. Gli storici hanno citato i suoi atteggiamenti per illustrare la sua incomprensione della terribile situazione. Raštikis, in quanto potenziale capo di un nuovo governo, fu invitato alla riunione. Sia il precedente che l'allora attuale comandante militare Raštikis e Vincas Vitkauskas constatarono fosse impossibile predisporre un'efficace resistenza armata, essendo le truppe sovietiche già presenti nel paese e l'esercito lituano non preparato ad un simile scenario. Il governo respinse l'ipotesi di una protesta diplomatica. Secondo Raštikis, tali azioni sarebbero state vacue e non avrebbero fatto altro che irretire ancor di più i russi. Lo stesso Urbšys, in contatto telefonico da Mosca, esortò i membri della riunione a non opporsi inutilmente ai russi. Merkys e il suo governo si dimisero per far posto a un nuovo governo guidato da Raštikis. La sessione si concluse alle 7 del mattino: si scelse di accettare tutte le richieste russe in maniera incondizionata.
A mezzogiorno, i lituani ricevettero una risposta da Mosca in cui si affermava che Raštikis non fosse un candidato adatto per il Primo Ministro. La selezione di un altro candidato sarebbe stata supervisionata dal vice di Molotov, Vladimir Dekanozov. Merkys continuò ad operare come Primo Ministro. Smetona, che continuava a trovarsi in disaccordo con la maggioranza del suo governo, decise di lasciare il paese in segno di protesta e nominò Merkys presidente ad interim. Nella tarda serata del 15 giugno, Smetona e il ministro della Difesa Kazys Musteikis giunsero a Kybartai e attraversarono il confine con la Germania, dove ottennero un permesso d'asilo temporaneo. Le guardie lituane non permisero loro di passare; così, Smetona dovette guadare il Liepona, un piccolo e poco profondo fiumiciattolo del posto. La partenza di Smetona favorì i sovietici; la sua fuga permise di etichettarlo come un fifone e sparì il timore che fosse giudicato positivamente in futuro dalla popolazione. Smetona sfuggì al destino capitato al presidente lettone Kārlis Ulmanis e del presidente estone Konstantin Päts, entrambi manipolati dai sovietici prima di finire arrestati. In virtù della costituzione lituana, Merkys assunse la carica di presidente ad interim.
L'Armata Rossa doveva fare il suo ingresso nel territorio lituano da tre direzioni separate alle 15:00 e aveva l'ordine di prendere il controllo di Vilnius, Kaunas, Raseiniai, Panevėžys e Šiauliai. All'esercito lituano fu ordinato di non combattere e di accogliere gli uomini in arrivo; all'aeronautica di chiesto di non far volare nessuna unità. I sovietici giunsero in gran numero e affollarono le strade lituane. L'intenzione era quella di mostrare potere e intimidire la costituzione di qualsiasi resistenza. Lo scrittore Ignas Šeinius scrisse di aver osservato il medesimo squadrone di aerei sovietici ripetere uno stesso percorso più e più volte per fingere che gli aeroplani fossero numerosissimi.
Il 16 giugno, ultimata quasi identici furono emessi in Lettonia ed Estonia, sebbene fossero state concesse solo otto ore per rispondere. Con la Lituania già in mano ai sovietici, la resistenza armata in Lettonia o Estonia risultava ancora più impensabile. Tutti e tre gli stati furono occupati e persero la loro indipendenza fino al 1990.

## Conseguenze

### Legittimazione dell'occupazione
Uno degli obiettivi primari di Dekanozov fu l'organizzazione di un governo fantoccio che legittimasse l'occupazione. Il 16 giugno il governo lituano, eccedendo i suoi poteri, affermò che l'emigrazione di Smetona era equiparabile a tutti gli effetti alle dimissioni e concesse a Merkys la carica presidenziale. Il 17 giugno Merkys nominò Justas Paleckis nuovo primo ministro e confermò il governo appena formato, noto come governo del popolo. Merkys e Urbšys, fatto ciò, si dimisero; entrambi sarebbero stati successivamente arrestati e deportati in Russia. Paleckis assunse la presidenza e nominò lo scrittore Vincas Krėvė-Mickevičius Primo Ministro. Il nuovo esecutivo includeva numerosi noti politici e personaggi pubblici per rassicurare l'opinione pubblica sul fatto che non fosse uno strumento in mano sovietica, ma una semplice sostituzione del regime autoritario di Smetona. Dato che c'era stata una forte opposizione al potere di Smetona, alcuni lituani interpretarono la situazione come la fine del potere presidenziale piuttosto che la perdita dell'indipendenza.
Il 1º luglio, il governo del popolo sciolse il quarto Seimas della Lituania e annunciò un'elezione puramente simbolica del "Seimas del popolo" in data 14 luglio. Una nuova legge elettorale, non in armonia con i dettami costituzionali, venne adottata il 5 luglio. Essa specificava che poteva nominarsi un solo candidato per ciascun seggio disponibile in parlamento. Altri articoli della norma consentivano al solo Partito Comunista della Lituania e ai suoi sostenitori di concorrere. I risultati ufficiali, palesemente truccati, mostravano un'affluenza alle urne del 95,51% e un sostegno del 99,19% ai delegati comunisti. Nei fatti, 39 dei parlamentari eletti erano comunisti e 40 indipendentisti. Durante la sua prima sessione il 21 luglio, il parlamento proclamò la nascita della Repubblica Socialista Sovietica Lituana e presentò una petizione al Soviet supremo dell'Unione Sovietica affinché accettasse questa nuova repubblica nell'Unione. Una delegazione lituana formata da 20 membri presentò la petizione a Mosca il 1º agosto. Questa venne accettata due giorni dopo e la Lituania è divenne la 14° repubblica dell'Unione Sovietica.

### Sovietizzazione della Lituania
Prima delle elezioni del parlamento del popolo, i sovietici arrestarono circa 2 000 tra i più importanti attivisti politici. Quest'operazione paralizzò qualsivoglia tentativo di costituire gruppi antisovietici. Si stimano 12 000 prigionieri etichettati alla stregua di "nemici del popolo". Tra il 14 e il 18 giugno 1941, meno di una settimana prima dell'invasione nazista, circa 17 000 lituani furono deportati in Siberia, dove molti morirono a causa delle assolutamente precarie condizioni di vita.
Nel corso dello stesso mese, tutte le organizzazioni politiche, culturali e religiose furono chiuse, con la sola eccezione del Partito Comunista Lituano e delle istituzioni ad esso strettamente legate. Si procedette a nazionalizzare tutte le banche (compresi tutti i conti superiori a 1 000 litas), immobili di dimensioni superiori a 170 m², imprese private con più di 20 lavoratori o più di 150 000 litas di utile. Solo il 10% delle attività commerciali rimase in mano a privati. Questa interruzione nella gestione e nelle operazioni generò un forte calo della produzione. Il rublo divenne presto una valuta ben accettata dai commercianti locali con il risultato che presto vi furono enormi carenze di beni. Tutta la terra fu nazionalizzata, le aziende agricole ridotte a 30 ettari e i possedimenti extra (in totale circa 575 000 ettari) fu ridistribuita a beneficio dei piccoli agricoltori. Il litas lituano fu deprezzato artificialmente di 3-4 volte (1 litas valeva 0,9 rubli anziché i 3-5 dei mesi precedenti) il suo valore reale e ritirato poco prima della fine del marzo 1941. In previsione di una futura collettivizzazione, le tasse agricole vennero aumentate del 50-200%. Quando gli agricoltori non furono in grado di far fronte alle nuove esorbitanti tasse, circa 1 100 tra quelli più abbienti furono processati.

### Occupazione nazista e rioccupazione sovietica
| Anno   | Partigiani | Sovietici | Attivisti filo-sovietici |
| ------ | ---------- | --------- | ------------------------ |
| 1944   | 2436       | 258       | 258                      |
| 1945   | 9777       | 3419      | 447                      |
| 1946   | 2143       | 2731      | 493                      |
| 1947   | 1540       | 2626      | 299                      |
| 1948   | 1135       | 1673      | 256                      |
| 1949   | 1192       | 1018      | 338                      |
| 1950   | 635        | 494       | 261                      |
| 1951   | 590        | 292       | 195                      |
| 1952   | 457        | 92        | 62                       |
| 1953   | 198        | 14        | 10                       |
| Totale | 20 103     | 12 921    | 2619                     |

Il 22 giugno 1941, la Germania nazista attaccò l'Unione Sovietica e nel giro di una settimana prese il controllo di tutta la Lituania. Inizialmente i tedeschi furono accolti alla stregua di liberatori per via dell'oppressivo regime sovietico. I lituani speravano che i tedeschi avrebbero ristabilito la loro indipendenza o almeno avrebbero concesso un certo grado di autonomia (come nel caso della Repubblica Slovacca). Soprattutto seguendo le direttive del Fronte attivista lituano (LAF), i lituani organizzarono la rivolta di giugno per protestare contro i sovietici, istituirono un governo provvisorio (che operò per poco) e dichiararono l'indipendenza. Tuttavia, i tedeschi non riconobbero la legittimità del governo provvisorio e istituirono una propria amministrazione civile, il Reichskommissariat Ostland. Già attivi contro i nazisti, quando l'Armata Rossa riprese il controllo della Lituania nell'estate 1944-gennaio 1945, i partigiani lituani proseguirono i combattimenti per scongiurare una seconda occupazione sovietica. Circa 30 000 partigiani e sostenitori partigiani morirono negli scontri tra il 1944 e il 1953.

## Impatto sociale e giudizio storiografico
Pur non avendo avuto successo, l'insurrezione di giugno dimostrò che molti lituani erano determinati a riguadagnare l'indipendenza. Benché i lituani contrastarono i tedeschi dopo qualche mese il loro insediamento costituendosi in movimenti partigiani, il più grande dei quali era il Comitato supremo per la liberazione della Lituania, l'Unione Sovietica venne etichettata comunque come "nemico pubblico numero uno". La percezione lituana secondo cui il bolscevismo ebraico avesse a che fare con l'occupazione accrebbe l'antisemitismo e la volontà dei baltici di partecipare attivamente all'Olocausto.
L'accettazione dell'ultimatum rimane un argomento molto controverso in Lituania. I più critici condannano il ruolo dell'esercito lituano, alla luce del fatto che prosciugava circa il 20% del bilancio statale e non aveva allestito nemmeno una resistenza simbolica che avrebbe potuto eclissare le affermazioni sovietiche secondo cui l'acquisizione era frutto di una "rivoluzione socialista" e di un legittimo cambio di governo. Altri criticano l'inoperosità del governo: c'erano a disposizione otto mesi per creare piani di emergenza. Escludendo la resistenza armata, rimanevano aperte le opzioni diplomatiche: il governo lituano avrebbe potuto rigettare l'ultimatum, ritirarsi all'estero e formare un governo in esilio riconosciuto dalla comunità internazionale. Lo storico Alfonsas Eidintas sottolinea la mancata comprensione dei rischi. Le notizie negative sui sovietici furono censurate e persino i politici non credevano che l'ultimatum avrebbe significato una completa perdita di indipendenza. Un altro filone storiografico si è concentrato sulla mancanza di spargimenti di sangue. È vero che, accettando l'ultimatum, il governo potrebbe aver evitato la perdita di diverse vite in quel momento, ma questo potrebbe anche aver incoraggiato successive repressioni sovietiche. La Federazione Russa, lo stato successore dell'Unione Sovietica, continua a non ritenere che si trattasse di un'occupazione, essendo invece una legittima incorporazione.